# Velika nagrada Sanrema 1950
Velika nagrada Sanrema 1950 je bila neprvenstvena dirka Formule 1 v sezoni 1950. Odvijala se je 16. aprila 1950.

## Prijavljeni
| Dirkač                  | Moštvo                    | Konstruktor        | Dirkalnik               | Motor                  | Gume |
| ----------------------- | ------------------------- | ------------------ | ----------------------- | ---------------------- | ---- |
| Juan Manuel Fangio      | Alfa Romeo                | Alfa Romeo         | Alfa Romeo 158          | Alfa Romeo 1.5 158 L8C | P    |
| Alberto Ascari          | Scuderia Ferrari          | Ferrari            | Ferrari 125             | Ferrari 1.5 V12C       | P    |
| Dorino Serafini         | Scuderia Ferrari          | Ferrari            | Ferrari 125             | Ferrari 1.5 V12C       | P    |
| Raymond Sommer          | Scuderia Ferrari          | Ferrari            | Ferrari 125             | Ferrari 1.5 V12C       | P    |
| Luigi Villoresi         | Scuderia Ferrari          | Ferrari            | Ferrari 125             | Ferrari 1.5 V12C       | P    |
| Peter Whitehead         | privatnik                 | Ferrari            | Ferrari 125             | Ferrari 1.5 V12C       | P    |
| Giovanni Bracco         | Scuderia Ferrari          | Ferrari            | Ferrari 166             | Ferrari V12            | P    |
| Roberto Vallone         | Scuderia Ferrari          | Ferrari            | Ferrari 166             | Ferrari V12            | P    |
| Joe Fry                 | privatnik                 | Maserati           | Maserati 4CL            | Maserati 4CLT L4C      | P    |
| Prince Bira             | Enrico Platé              | Maserati           | Maserati 4CLT/48        | Maserati 1.5 L4C       | P    |
| Emmanuel de Graffenried | Enrico Platé              | Maserati           | Maserati 4CLT/48        | Maserati 1.5 L4C       | P    |
| Louis Chiron            | Officine Alfieri Maserati | Maserati           | Maserati 4CLT/48        | Maserati 1.5 L4C       | P    |
| Louis Chiron            | Officine Alfieri Maserati | Maserati           | Maserati 4CLT/48        | Maserati 1.5 L4C       | P    |
| José Froilán Gonzalez   | Scuderia Achille Varzi    | Maserati           | Maserati 4CLT/48        | Maserati 1.5 L4C       | P    |
| Alfredo Pian            | Scuderia Achille Varzi    | Maserati           | Maserati 4CLT/48        | Maserati 1.5 L4C       | P    |
| Reg Parnell             | Scuderia Ambrosiana       | Maserati           | Maserati 4CLT/48        | Maserati 1.5 L4C       | D    |
| Piero Carini            | privatnik                 | Maserati           | Maserati 4CLT/48        | Maserati 1.5 L4C       | P    |
| Clemente Biondetti      | Scuderia Milano           | Maserati           | Maserati Milano 4CLT/50 | Speluzzi 1.5 L4C       | P    |
| Felice Bonnetto         | Scuderia Milano           | Maserati           | Maserati Milano 4CLT/50 | Speluzzi 1.5 L4C       | P    |
| Rudolf Fischer          | Ecurie Espadon            | SVA-Fiat           | SVA                     | Fiat                   |      |
| Harry Schell            | Ecurie Bleue              | Talbot-Lago-Talbot | Talbot-Lago T26C        | Talbot 4.5 L6          | D    |

## Dirka
| Poz | Št | Dirkač                | Moštvo             | Krogi | Čas/Odstop        | Št. m. |
| --- | -- | --------------------- | ------------------ | ----- | ----------------- | ------ |
| 1.  |    | Juan Manuel Fangio    | Alfa Romeo         | 90    | 3:10.08.4         | 2.     |
| 2.  |    | Luigi Villoresi       | Ferrari            | 90    | +1'1.0            | 3.     |
| 3.  |    | Alfredo Pian          | Maserati           | 88    | +2 kroga          | 7.     |
| 4.  |    | Roberto Vallone       | Ferrari            | 86    | +4 krogi          | 8.     |
| 5.  |    | Franco Rol            | Maserati           | 84    | +6 krogov.        | 12.    |
| 6.  |    | Louis Chiron          | Maserati           | 84    | +6 krogov         | 11.    |
| Ods |    | José Froilán Gonzalez | Maserati           | 70    | Črpalka za gorivo | 5.     |
| Ods |    | Toulo de Graffenried  | Maserati           | 51    | Olje              | 18.    |
| Ods |    | Raymond Sommer        | Ferrari            | 39    | Olje              | 4.     |
| Ods |    | Alberto Ascari        | Ferrari            | 32    | Trčenje           | 1.     |
| Ods |    | Giovanni Bracco       | Ferrari            | 28    | Zavrten           | 9.     |
| Ods |    | Piero Carini          | Maserati           | 24    | Zavrten           | 10.    |
| Ods |    | Prince Bira           | Maserati           | 15    | Motor             | 6.     |
| Ods |    | Felice Bonetto        | Maserati           | 8     |                   | 6.     |
| Ods |    | Leslie Brooke         | Maserati           | 8     | Meh. okvara       | 14.    |
| Ods |    | Reg Parnell           | Maserati           | 8     | Meh. okvara       | 17.    |
| Ods |    | Clemente Biondetti    | Maserati           | 8     |                   | 13.    |
| Ods |    | Peter Whitehead       | Ferrari            | 8     |                   | 16.    |
| Ods |    | Dorino Serafini       | Ferrari            | 0     | Olje              | 19.    |
| Ods |    | Rudolf Fischer        | SVA-Fiat           | 0     | Olje              | 20.    |
| Ods |    | Harry Schell          | Talbot-Lago-Talbot | 0     |                   |        |